# 小行星6868
小行星6868（英語：6868 Seiyauyeda）是一颗围绕太阳公转的小行星。1992年4月22日，串田嘉男、村松修在八之岳发现了此天体。
这颗小行星的绝对星等为84.76679194690287等。